# Бриджмен, Генри, 1-й барон Брэдфорд
Генри Бриджмен, 1-й барон Брэдфорд (англ. Henry Bridgeman, 1st Baron Bradford; 7 сентября 1725 — 5 июня 1800) — британский политик, который заседал в Палате общин в 1748 по 1794 год. Он был известен как сэр Генри Бриджмен, 5-й баронет, с 1764 по 1794 год.

## Происхождение и образование

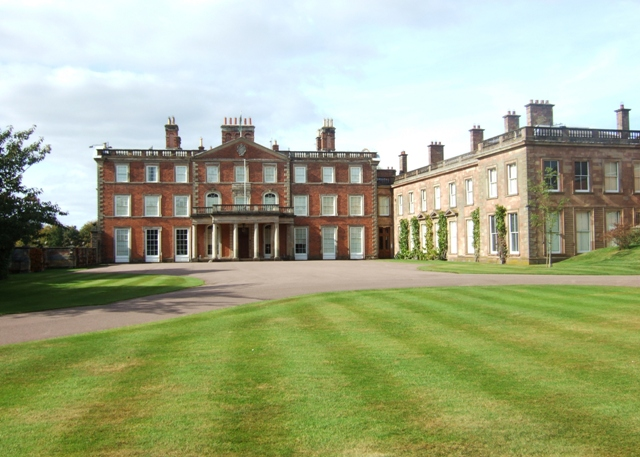
Уэстон-Парк, родовая резиденция баронов и графов Брэдфорд

Родился 7 сентября 1725 года. Второй сын сэра Орландо Бриджмена, 4-го баронета (1695—1764). Его мать, Энн Ньюпорт (? — 1752), была дочерью Ричарда Ньюпорта, 2-го графа Брэдфорда (1644—1723). Он получил образование в Куинс-колледже в Кембридже, который окончил со степенью магистра в 1747 году.
После смерти своего дяди по материнской линии, Томаса Ньюпорта, 4-го графа Брэдфорда, в 1762 году Генри Бриджмен унаследовал Уэстон-Парк и два годы спустя он сменил своего отца на посту баронета . Кембридж присвоил ему степень доктора права в 1769 году, а Оксфордский университет присвоил ему степень доктора гражданского права в 1793 году.

## Карьера
В 1748 году Генри Бриджмен вошёл в британскую палату общин, будучи избранным от Ладлоу. Он представлял этот избирательный округ в течение двадцати лет до 1768 года, а затем заседал за Мач-Уэнлок ещё двадцать шесть лет. Генри Бриджмен вышел в отставку с поста члена парламента в 1794 году и 13 августа получил звание пэра Великобритании с титулом барона Брэдфорда из Брэдфорда в графстве Шропшир. Он был назначен секретарем домашнего хозяйства Джорджа, принца Уэльского, и занимал эту должность до вступления последнего на престол в 1760 году. В 1774 году Генри Бриджмен стал регистратором Мача-Уэнлока, получив пожизненное назначение.

## Семья
12 июля 1755 года Генри Бриджмен женился на Элизабет Симпсон (14 ноября 1735 — 6 марта 1806), дочери преподобного Джона Симпсона и Элизабет Стрингер. У супругов было восемь детей, пять сыновей и три дочери .
- Орландо Бриджмен, 1-й граф Брэдфорд (19 марта 1762 — 7 сентября 1825), третий сын и преемник отца.
- Достопочтенный Джон Симпсон (13 мая 1763 — 5 июня 1850)
- Достопочтенная Элизабет Бриджмен (1764 — 5 мая 1810)
- Преподобный Достопочтенный Джордж Бриджмен (11 августа 1765 — 27 октября 1832).

Барон Брэдфорд скончался в возрасте 74 лет на Олд-Берлингтон-стрит в Лондоне в 1800 году. Два его старших сына умерли ещё при жизни отца. Баронство унаследовал его третий сын Орландо, позже возведенный в графы . Его четвёртый сын Джон занял свое место в парламенте и взял фамилию Симпсон. Лорд Бриджмен пережил свою вдову до 1806 года; она умерла в Бате, Сомерсет, и была похоронена в Уэстоне.